# Frère Jacques (géant processionnel)

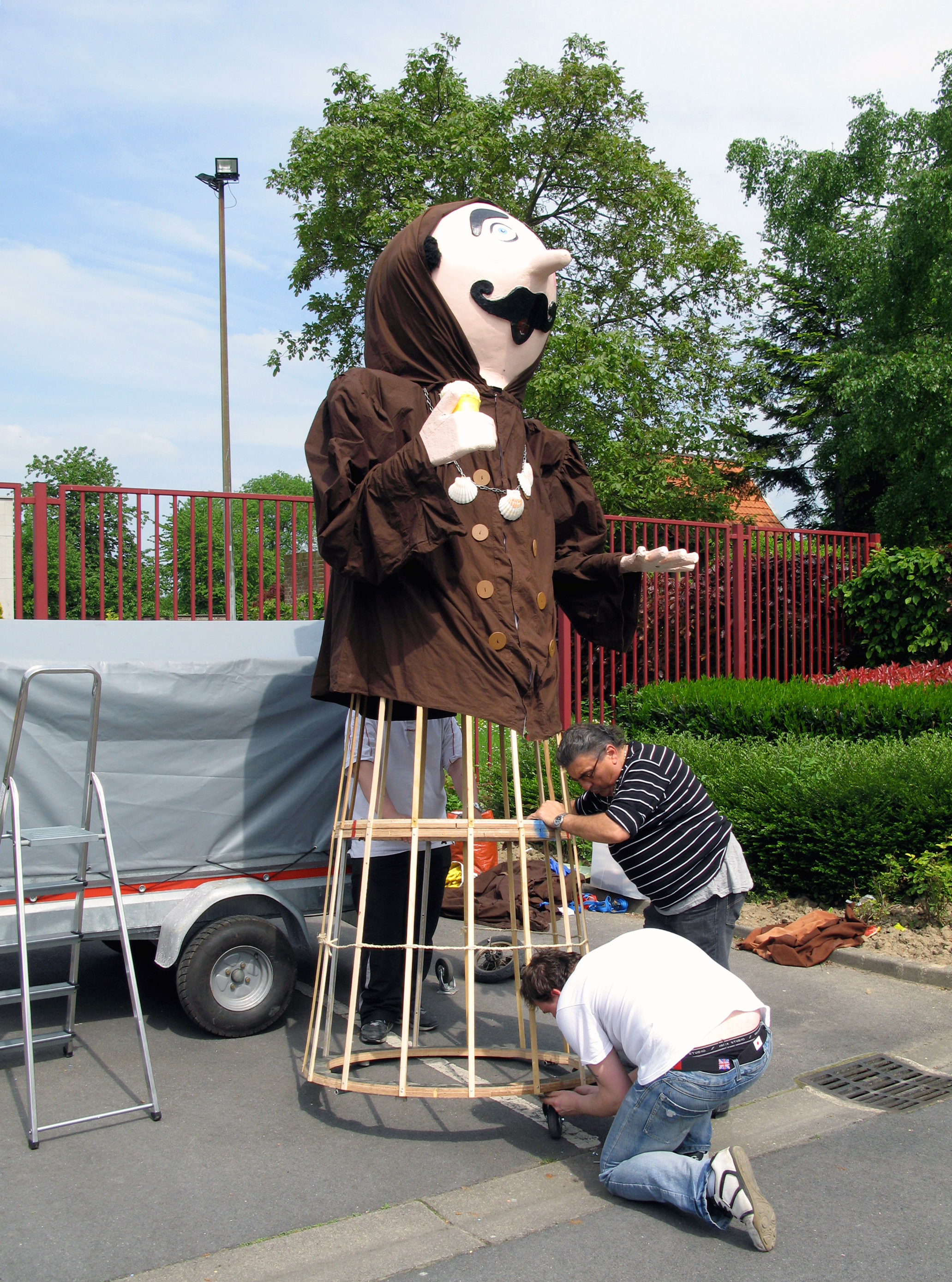
Frère Jacques en cours d'assemblage à Guesnain en 2009.

Frère Jacques est un géant de processions et de cortèges inauguré en 2007 et symbolisant la ville de Tourcoing, en France.
Le géant, symbolisant la kermesse du quartier Saint-Jacques inaugurée en 1947, est d'une hauteur de 3,80 m et d'un poids de 120 kg, il nécessite un seul porteur. Le diamètre du panier est de 1,20 m à la base. Ses attributs sont le collier avec des coquilles, la chope de bière tenue par la main droite et la portion de moules-frites dans la main gauche.

## Pour approfondir